# Najlepsi z najlepszych 2
Najlepsi z najlepszych 2 (tytuł oryg. Best of the Best 2) − amerykański film akcji z 1993 roku. Sequel filmu Najlepsi z najlepszych (1989).

## Fabuła
W koloseum odbywają się nielegalne walki gladiatorów na śmierć i życie. Bierze w nich udział Travis Brickley, członek amerykańskiej drużyny sportów walki. Pewnego dnia Travis wchodzi w zakład z niejakim Weldonem − spikerem tychże walk − iż pokona najlepszego zawodnika i właściciela koloseum Brakusa. Tuż przed walką Travis zabiera ze sobą do koloseum syna swojego przyjaciela Waltera. Chłopiec staje się świadkiem śmierci Travisa, którego zabija podczas walki Brakus. Opowiada o wszystkim ojcu oraz Tommy'emu, a ci postanawiają wyjaśnić sprawę. W koloseum Weldon twierdzi, iż Travis wyszedł z klubu o własnych siłach. Nazajutrz policja wyławia ciało Travisa z wody, informując, że przyczyną jego śmierci był wypadek. Tommy i Alex, przekonani, że Travis zginął z rąk Brakusa, postanawiają udać się do jego rezydencji. Między mężczyznami dochodzi do walki, w efekcie czego Tommy rozcina twarz Brakusa, który po tym incydencie żądny jest zemsty. Alex, Walter i Tommy wyjeżdżają do rodziny ostatniego na farmę, na której okazuje się, że brat Tommy’ego, James, wie, jak pokonać Brakusa. Pod okiem Jamesa mężczyźni trenują sztuki walki. Pewnego dnia na farmie ląduje śmigłowiec z ludźmi Brakusa, którzy podpalają dom rodziny Tommy’ego, a jego samego zabierają do helikoptera chcąc przekazać go żywego Brakusowi, by ten mógł się zemścić. Alexowi z synem i rodzinie Tommy’ego udaje się uniknąć śmierci w pożarze zabudowań. Przekonany o śmierci bliskich, Tommy nie ma już nic do stracenia i musi stanąć twarzą w twarz z Brakusem. Nazajutrz Tommy stacza dla widowiska trzy pojedynki eliminacyjne z gladiatorami, zanim będzie mógł walczyć z Brakusem. Z kolei Alex jest już w drodze na pomoc przyjacielowi, wraz z Dae Hanem, koreańskim zawodnikiem sztuk walki, który wcześniej zaoferował swoją pomoc obu przyjaciołom podczas pogrzebu Travisa. Gdy dochodzi do walki między Tommym a Brakusem, Alex wchodzi do klubu, w którym znajduje się koloseum i za wszelką cenę chce tam dotrzeć do areny walk. Przegrywający walkę Tommy staje w obliczu śmierci z rąk Brakusa, ale widząc żywego Alexa ostatecznie wygrywa walkę, zostając tym samym właścicielem koloseum, które jednak natychmiast postanawia zamknąć.

## Obsada
- Eric Roberts jako Alexander „Alex” Grady
- Phillip Rhee jako Tommy Lee
- Chris Penn jako Travis Brickley
- Edan Gross jako Walter Grady
- Ralf Möller jako Brakus
- Meg Foster jako Sue
- Sonny Landham jako James
- Wayne Newton jako Weldon
- Patrick Kilpatrick jako Finch
- Stefanos Miltsakakis jako Stavros
- Betty Carvalho jako babcia
- Simon Rhee jako Dae Han
- Hayward Nishioka jako Sae Jin Kwon
- Ken Nagayama jako Yung June